# Abertura de dados no Brasil
Dados abertos (open data) representa um movimento que defende a ideia que certos tipos de dados devem estar disponíveis para a sociedade de forma que esta possa usar as informações de forma a gerar beneficio mutuo para ambos. Sem que aja nenhum mecanismo de controle como direito autoral ou patente. Outros movimentos fortemente ligados são os movimentos de código aberto e domínio publico.

## Visão geral
Dados abertos tem uma definição formal feita pela Open Difinition. Geralmente dados abertos são de interesse publico. Mas também e comum alguns casos onde os dados são utilizados por pequenos grupos de pesquisadores e cientistas, porem manter os dados abertos contribui para que grupos possivelmente isolados possam extrair e criar benefícios próprios e também criar novas oportunidades de desenvolvimento que beneficie a comunidade em geral.
O conceito de abertura de dados no brasil começou a ganhar força realmente após a aprovação de um projeto de lei que regula o acesso a informação publica em 2010, .

## Padrões para dados abertos
A organização W3C Brasil, indica através de uma serie de documentos um padrão o qual deveria ser seguido para expor dados abertos.
A W3C Brasil criou o GRUPO DE DADOS ABERTOS: GOVERNO E SOCIEDADE, “com o objetivo de debater o conceito e o impacto social dos dados abertos governamentais e iniciar articulação em torno dos dados demandados pela sociedade civil, O GT(Grupo de Trabalho) de Dados Abertos busca prover também orientação para as iniciativas governamentais e da sociedade na publicação e uso dos dados abertos governamentais”.

## Portais do governo
O governo criou alguns portais para tentar interagir com a sociedade liberando alguns dados sobre gestão para buscar um melhor relacionamento com a população. O portal da transparência do governo federal e uma destas ferramentas para conhecer melhor o governo, este portal mostra dados sobre gastos do governo em forma de tabelas para consultas alguns dados podem ser visualizados em forma de gráficos para melhores analises.
Outro portal criado com o objetivo de apresentar informações sobre o governo é o Portal Brasil este é mais geral, “Com o propósito de informar, estimular a participação social e prestar serviços ao cidadão, o Governo Federal disponibiliza diversos canais que facilitam a comunicação entre o Estado e a Sociedade”.
Algumas cidades brasileiras, como Curitiba, São Paulo, Recife, Porto Alegre e Rio de Janeiro disponibilizam seus dados abertos em portais na internet. São páginas que reúnem dados públicos dos municípios para download.